# 1092 Lilium
1092 Lilium è un asteroide della fascia principale del diametro medio di circa 46,17 km. Scoperto nel 1924, presenta un'orbita caratterizzata da un semiasse maggiore pari a 2,9030166 UA e da un'eccentricità di 0,0787271, inclinata di 5,38938° rispetto all'eclittica.
Il suo nome fa riferimento alle piante del genere Lilium.